# 2016年イタリアグランプリ
2016年イタリアグランプリ（英語: 2016 Italian Grand Prix）は、2016年のF1世界選手権第14戦として、2016年9月4日にモンツァ・サーキットで開催された。

## レース前
- ヨーロッパラウンド最後のレースとなり、2017年シーズンに向けた動きが見られた。
  - 9月1日、フェリペ・マッサが2016年限りでのF1引退を発表した[1]。
  - マクラーレンが2017年のドライバーラインナップを発表。フェルナンド・アロンソのチームメイトは、リザーブドライバーから昇格するストフェル・バンドーン[2]。レギュラーシートを失うジェンソン・バトンは2年契約で残留、2017年はリザーブドライバーとしてマシン開発に専念し、2018年にはレースに復帰するオプション付きとなっている[3]。
- イタリアGPは2019年までモンツァで開催されることが確実となった[4]。
- ピレリはモンツァにミディアム、ソフト、スーパーソフトの3種類のコンパウンドを持ち込んだ[5]。なお、このレースはタイヤの最低内圧を下げることを決定している[6]。
- フェラーリのパワーユニット（PU）がアップデートされた。フェラーリとハースは新型PUを使用するが、ザウバーはエンジンコンポーネントのライフサイクルの関係で旧型PUを使用する[7]。

## フリー走行
2016年9月2日（金曜日）
1回目（FP1）
気温26度、路面30度のドライコンディションでスタート。このセッションではジェンソン・バトン、マックス・フェルスタッペン、セルジオ・ペレスがコクピット保護システムの「ハロ」を装着。テストタイヤとしてピレリのプロトタイプも持ち込まれ、フェルナンド・アロンソがプロトタイプタイヤでベストタイムを出したが、終盤ギアボックスのトラブルに見舞われた。トップタイムはニコ・ロズベルグ（1:22.959）、0.203秒差の2位にルイス・ハミルトンとメルセデスがワンツー体制、キミ・ライコネンとセバスチャン・ベッテルのフェラーリ勢が続いた。今季限りでのF1引退を発表したフェリペ・マッサはターボ関連のトラブルで出遅れたが14番手となっている。
2回目（FP2）
気温29度、路面42度。FP1に続き晴れ。セッション前半、エステバン・オコンがターン6の手前で失速したため、バーチャルセーフティカーが導入された。オコンは13周でこのセッションを終えている。後半にはアロンソがピットレーン出口でマシンを止めてしまい、メカニックの手でガレージへと戻されたが、後にコースへ復帰した。トップタイムはハミルトン（1:22.801）、2位ロズベルグとFP1に続きメルセデスのワンツー、フェラーリ勢（ベッテル3位、ライコネン4位）が続く。このセッションでもプロトタイプタイヤが使用されたが、ピレリはこのプロトタイプタイヤに問題があることを認めており、新型ソフトタイヤの年内投入を見送る可能性を示唆した。
2016年9月3日（土曜日）
3回目（FP3）
気温27度、路面33度。金曜日に続いて晴天。ロマン・グロージャンが、ターン8のアスカリシケイン進入時、左側の縁石にタイヤを乗せた際に姿勢を乱して単独スピン。そのままグラベルにマシンを止めてしまいバーチャルセーフティカーが導入された。グロージャンは4周でこのセッションを終了、予選前にギアボックスの交換が必要となり5グリッド降格が決定している。セッション終盤はソフトタイヤのまま走行したレッドブルを除き各車スーパーソフトタイヤでタイムを更新する。トップタイムはハミルトン（1:22.008）、2位ロズベルグと上位2台をメルセデスが、フェラーリが3位ベッテル、4位ライコネンと続く構図はFP1から変わらなかった。

## 予選
2016年9月3日（土曜日）
- 天候：晴

### 経過
Q1
気温29度、路面41度。エステバン・オコンが電気系統のトラブルに見舞われ第1シケインでストップ、タイムを出せないまま予選を終えた。トップタイムはルイス・ハミルトン。2位ニコ・ロズベルグに0.6秒差を付けた。
Q2
気温30度、路面40度。トップタイムはQ1に続きハミルトン。他チームがスーパーソフトタイヤでタイムを出した中、メルセデス勢はソフトタイヤのままでタイムを出している。
Q3
気温30度、路面41度。2回ともロズベルグが先にトップタイムを出し、それをハミルトンが更新するパターン。2度目のアタックでハミルトンは2位ロズベルグに0.478秒差を付ける圧倒的な速さで今季7度目、通算56回目のポールポジションを獲得。モンツァでは5回目でファン・マヌエル・ファンジオとアイルトン・セナに並ぶ最多記録である。メルセデスに続いてセカンドローを獲得したのはフェラーリ2台（セバスチャン・ベッテル3位、キミ・ライコネン4位）だった。

### 結果
| Pos.                | No. | ドライバー                 | コンストラクター                | Q1       | Q2       | Q3       | Grid |
| ------------------- | --- | -------------------------- | ------------------------------- | -------- | -------- | -------- | ---- |
| 1                   | 44  | ルイス・ハミルトン         | メルセデス                      | 1:21.854 | 1:21.498 | 1:21.135 | 1    |
| 2                   | 6   | ニコ・ロズベルグ           | メルセデス                      | 1:22.497 | 1:21.809 | 1:21.613 | 2    |
| 3                   | 5   | セバスチャン・ベッテル     | フェラーリ                      | 1:23.077 | 1:22.275 | 1:21.972 | 3    |
| 4                   | 7   | キミ・ライコネン           | フェラーリ                      | 1:23.217 | 1:22.568 | 1:22.065 | 4    |
| 5                   | 77  | バルテリ・ボッタス         | ウィリアムズ-メルセデス         | 1:23.264 | 1:22.499 | 1:22.388 | 5    |
| 6                   | 3   | ダニエル・リカルド         | レッドブル-タグ・ホイヤー       | 1:23.158 | 1:22.638 | 1:22.389 | 6    |
| 7                   | 33  | マックス・フェルスタッペン | レッドブル-タグ・ホイヤー       | 1:23.229 | 1:22.857 | 1:22.411 | 7    |
| 8                   | 11  | セルジオ・ペレス           | フォース・インディア-メルセデス | 1:23.439 | 1:22.922 | 1:22.814 | 8    |
| 9                   | 27  | ニコ・ヒュルケンベルグ     | フォース・インディア-メルセデス | 1:23.259 | 1:22.951 | 1:22.836 | 9    |
| 10                  | 21  | エステバン・グティエレス   | ハース-フェラーリ               | 1:23.386 | 1:22.856 | 1:23.184 | 10   |
| 11                  | 19  | フェリペ・マッサ           | ウィリアムズ-メルセデス         | 1:23.489 | 1:22.967 |          | 11   |
| 12                  | 8   | ロマン・グロージャン       | ハース-フェラーリ               | 1:23.421 | 1:23.092 |          | 171  |
| 13                  | 14  | フェルナンド・アロンソ     | マクラーレン-ホンダ             | 1:23.783 | 1:23.273 |          | 12   |
| 14                  | 94  | パスカル・ウェーレイン     | MRT-メルセデス                  | 1:23.760 | 1:23.315 |          | 13   |
| 15                  | 22  | ジェンソン・バトン         | マクラーレン-ホンダ             | 1:23.666 | 1:23.399 |          | 14   |
| 16                  | 55  | カルロス・サインツ         | トロ・ロッソ-フェラーリ         | 1:23.661 | 1:23.496 |          | 15   |
| 17                  | 26  | ダニール・クビアト         | トロ・ロッソ-フェラーリ         | 1:23.825 |          |          | 16   |
| 18                  | 12  | フェリペ・ナッセ           | ザウバー-フェラーリ             | 1:23.956 |          |          | 18   |
| 19                  | 9   | マーカス・エリクソン       | ザウバー-フェラーリ             | 1:24.087 |          |          | 19   |
| 20                  | 30  | ジョリオン・パーマー       | ルノー                          | 1:24.230 |          |          | 20   |
| 21                  | 20  | ケビン・マグヌッセン       | ルノー                          | 1:24.436 |          |          | 21   |
| 107% time: 1:27.583 |     |                            |                                 |          |          |          |      |
| NC                  | 31  | エステバン・オコン         | MRT-メルセデス                  | No Time  |          |          | 222  |
| ソース              |     |                            |                                 |          |          |          |      |

追記
- ^1 - グロージャンは予選前にギアボックスを交換したため5グリッド降格[14]
- ^2 - オコンはタイムを出せなかったが、スチュワードの判断により決勝出走を認められた[21]。決勝前にギアボックスを交換したため5グリッド降格となったが、最後尾グリッドのため変動なし[22]

## 決勝
2016年9月4日（日曜日）
- 気温29度 路面38度 天候：晴（ドライ）[23]

### 経過
フリー走行と予選では完璧な走りでポールポジションを獲得したルイス・ハミルトンだったが、スタートミスを犯し6位まで後退。ニコ・ロズベルグがトップに立ち、フェラーリ勢がロズベルグを追う展開となる。後方ではフェリペ・ナッセとジョリオン・パーマーが接触、両者マシンダメージを負いリタイアとなる。スタートで出遅れたハミルトンだったが、1周目でダニエル・リカルドを抜き5位、11周目にバルテリ・ボッタスを抜き4位、フェラーリ勢（16周目にキミ・ライコネン、17周目にセバスチャン・ベッテル）のピットインで2位に順位を上げる。フェラーリ勢はこのピットインでスーパーソフトタイヤに交換し2ストップを選択、1ストップのメルセデス勢に対抗する作戦だったが、メルセデスの牙城を脅かすことはできなかった。レース終盤の49周目にフェルナンド・アロンソがスーパーソフトタイヤに交換、51周目にファステストラップを記録した（マクラーレンにとっては2013年マレーシアGP以来3年ぶり、ホンダにとっては1992年ポルトガルGPのアイルトン・セナ以来24年ぶりの記録。結果は14位）。レースを制したロズベルグは連勝（イタリアGP初勝利）、ハミルトンは2位でメルセデスのワンツーフィニッシュ。これにより両者のポイント差は2に縮まった。ベッテルは3位でヨーロッパGP以来6戦ぶりの表彰台に上がり、ティフォシからの歓声を浴びた。前戦ベルギーGPでコンストラクターズランキング4位の座をフォース・インディアに明け渡したウィリアムズはボッタスが6位、フェリペ・マッサが9位に入賞し、4位の座を取り戻した。

### 結果
| Pos.   | No. | ドライバー                 | コンストラクター                | 周回数 | タイム/リタイア | Grid | Pts. |
| ------ | --- | -------------------------- | ------------------------------- | ------ | --------------- | ---- | ---- |
| 1      | 6   | ニコ・ロズベルグ           | メルセデス                      | 53     | 1:17:28.089     | 2    | 25   |
| 2      | 44  | ルイス・ハミルトン         | メルセデス                      | 53     | +15.070         | 1    | 18   |
| 3      | 5   | セバスチャン・ベッテル     | フェラーリ                      | 53     | +20.990         | 3    | 15   |
| 4      | 7   | キミ・ライコネン           | フェラーリ                      | 53     | +27.561         | 4    | 12   |
| 5      | 3   | ダニエル・リカルド         | レッドブル-タグ・ホイヤー       | 53     | +45.295         | 6    | 10   |
| 6      | 77  | バルテリ・ボッタス         | ウィリアムズ-メルセデス         | 53     | +51.015         | 5    | 8    |
| 7      | 33  | マックス・フェルスタッペン | レッドブル-タグ・ホイヤー       | 53     | +54.236         | 7    | 6    |
| 8      | 11  | セルジオ・ペレス           | フォース・インディア-メルセデス | 53     | +1:04.954       | 8    | 4    |
| 9      | 19  | フェリペ・マッサ           | ウィリアムズ-メルセデス         | 53     | +1:05.617       | 11   | 2    |
| 10     | 27  | ニコ・ヒュルケンベルグ     | フォース・インディア-メルセデス | 53     | +1:18.656       | 9    | 1    |
| 11     | 8   | ロマン・グロージャン       | ハース-フェラーリ               | 52     | +1 Lap          | 17   |      |
| 12     | 22  | ジェンソン・バトン         | マクラーレン-ホンダ             | 52     | +1 Lap          | 14   |      |
| 13     | 21  | エステバン・グティエレス   | ハース-フェラーリ               | 52     | +1 Lap          | 10   |      |
| 14     | 14  | フェルナンド・アロンソ     | マクラーレン-ホンダ             | 52     | +1 Lap          | 12   |      |
| 15     | 55  | カルロス・サインツ         | トロ・ロッソ-フェラーリ         | 52     | +1 Lap          | 15   |      |
| 16     | 9   | マーカス・エリクソン       | ザウバー-フェラーリ             | 52     | +1 Lap          | 19   |      |
| 17     | 20  | ケビン・マグヌッセン       | ルノー                          | 52     | +1 Lap          | 21   |      |
| 18     | 31  | エステバン・オコン         | MRT-メルセデス                  | 51     | +2 Laps         | 22   |      |
| Ret    | 26  | ダニール・クビアト         | トロ・ロッソ-フェラーリ         | 36     | バッテリー      | 19   |      |
| Ret    | 94  | パスカル・ウェーレイン     | MRT-メルセデス                  | 26     | オイル漏れ      | 13   |      |
| Ret    | 30  | ジョリオン・パーマー       | ルノー                          | 7      | 接触ダメージ    | 20   |      |
| Ret1   | 12  | フェリペ・ナッセ           | ザウバー-フェラーリ             | 6      | 接触ダメージ    | 18   |      |
| ソース |     |                            |                                 |        |                 |      |      |

ファステストラップ
- フェルナンド・アロンソ（マクラーレン） 1:25.340（51周目）

ラップリーダー
- ニコ・ロズベルグ（Lap 1-24, 26-53）
- ルイス・ハミルトン（Lap 25）

追記
- ^1 - ナッセはパーマーと接触したため、10秒のタイム加算ペナルティ（リタイアしたため適用されず）とペナルティポイント2点が科された[27][30]

## 第14戦終了時点でのランキング
|  | 順位 | ドライバー             | ポイント |
|  | 1    | ルイス・ハミルトン     | 250      |
|  | 2    | ニコ・ロズベルグ       | 248      |
|  | 3    | ダニエル・リカルド     | 161      |
|  | 4    | セバスチャン・ベッテル | 143      |
|  | 5    | キミ・ライコネン       | 136      |

|   | 順位 | コンストラクター                | ポイント |
|   | 1    | メルセデス                      | 498      |
|   | 2    | レッドブル-タグ・ホイヤー       | 290      |
|   | 3    | フェラーリ                      | 279      |
| 1 | 4    | ウィリアムズ-メルセデス         | 111      |
| 1 | 5    | フォース・インディア-メルセデス | 108      |

- 注：ドライバー、コンストラクター共にトップ5のみ表示。